# Jeumont
Jeumont é uma comuna francesa na região administrativa de Altos da França, no departamento do Norte. Estende-se por uma área de 10.21 km². Em 2010 a comuna tinha 10 340 habitantes (densidade: 1 012,7 hab./km²).